# Незайманка
Незайма́нка — река в чернозёмной степной зоне Краснодарского края, впадает в реку Бейсуг. Протекает по территории Кореновского и Брюховецкого районов. Длина реки — 34 км, площадь водосборного бассейна — 286 км². Протекает по Кубано-Приазовской низменности.
Русло сильно заросшее. На Незайманке устроены системы запруд. Крупнейший приток — Сухенькая (левый).

## Населённые пункты
- хутор Незаймановский
- хутор Стринский
- хутор Имерницин